# Un chupete para ella
Un chupete para ella es una serie española de televisión, emitida en la temporada 2000-2002 por la cadena Antena 3.

## Argumento
Jorge Vidal (Juanjo Puigcorbé) es un periodista despreocupado, extrovertido y vividor que de repente se encuentra con una sorpresa en la puerta de su casa: una niña de 9 meses que una carta dice que es su hija, fruto de una de sus relaciones amorosas. Para despejar sus dudas se hace una prueba de paternidad que da positiva.
Además, en su día a día tendrá que lidiar con su jefa Raquel (Cristina Marcos), recibirá ayuda con la niña gracias a sus vecinas Paula (María Botto) y Gemma (Àngels Gonyalons), y también recibirá el asesoramiento de la farmacéutica Petra (Mercedes Sampietro). Además de cuidar de su hija, Jorge tendrá que averiguar cual es la madre de ésta.

## Reparto
- Juanjo Puigcorbé - Jorge Vidal
- Cristina Marcos - Raquel
- María Botto - Paula
- Mercedes Sampietro - Petra
- Ana Torrent - Eva
- Àngels Gonyalons - María
- Manuel Tejada - Ernesto
- Inma del Moral - Sonia Loras
- José Pedro Carrión - Germán
- Jacobo Dicenta - Roberto
- Nuria Gallardo - Lola
- Miguel Hermoso Arnao - Daniel
- Eva Marciel
- Laura Ramos
- Manuel Millán - Woody
- Lola Marceli - Laura Fussi
- Montse Mostaza - Lucrecia Nabor
- Nancho Novo - Luis Sant
- Ángel Hidalgo - Jaime

## Premios
- Fotogramas de Plata (2000):
  - Mejor actor de TV: Juanjo Puigcorbé.
  - Mejor actriz de TV: Cristina Marcos.
- TP de Oro (2000):
  - Mejor actor de TV (Nominado): Juanjo Puigcorbé.
- TP de Oro (2001):
  - Mejor actor de TV (Nominado): Juanjo Puigcorbé.
- Premios de la Unión de Actores (2000):
  - Mejor actor protagonista de TV (Nominado): Juanjo Puigcorbé.